# 김경화 (1857년)
김경화(金景和, 1857년 ~ 1910년)는 대한제국 독립운동가 겸 의병장이다.
전라남도 광산에서 출생한 그는 1907년 전남 장성에서 기삼연 의병장이 거의함에 입진하여 의병으로 활동하다가 1908년 무등촌 및 어등산 전투에 참전하여 공적을 세웠으나 기삼연 의병대장이 피체되고 그 후 김태원 의병장이 또한 전사당하며 전해산 의병장이 대구감옥에서 우해 당함에 마음에 통분하고 있을 때 적군으로부터 동화 권유를 받자 적군을 꾸짖은 그는 일사보국을 맹서하고 자결 순국하였다.
1990년 3월 1일을 기하여 대한민국 건국훈장 애족장 추서되었다.